# Sport Club Belém
Sport Club Belém – brazylijski klub piłkarski z siedzibą w Belém, stolicy stanu Pará. Spotyka się także nazwę Sport Clube Belém.

## Historia
Sport założony został 1 grudnia 1965. Największym sukcesem klubu jest udział w rozgrywkach I ligi brazylijskiej (Campeonato Brasileiro Série A) w 1986 roku. W klasyfikacji końcowej na 80 uczestników klub zajął 71 miejsce.